# سيسينيانو ديجلي ألبورني
سيسينيانو ديجلي ألبورني (تُعرف أيضًا باسم سيسينانو) هي بلدة وكومونا في مقاطعة سلرنو بمنطقة كمبانية، جنوب إيطاليا.